# Erbbauzins
Unter Erbbauzins (lateinisch salarium) versteht man die wiederkehrenden Leistungen eines Entgeltes für die Nutzung eines Erbbaurechts. Der Erbbauzins muss für die gesamte Laufzeit des Erbbaurechtes im Voraus bestimmbar sein. Die Anpassung des Erbbauzinses kann durch Vormerkung oder als wertgesicherter Erbbauzins gesichert werden. Er steht, wenn er dinglich gesichert ist, dem jeweiligen Eigentümer des Grundstücks zu. Rechtlich geregelt ist der Erbbauzins im Erbbaurechtsgesetz.

## Höhe des Erbbauzinses
Der durch den Erbbaurechtsnehmer zu leistende Erbbauzins errechnet sich meist prozentual zum Grundstückswert und ist frei vereinbar. In der Regel werden 3 % bis 5 % des Grundstückswertes als jährlich zu leistender Erbbauzins im Erbbaurechtsvertrag festgesetzt.
Um die wirtschaftlichen Veränderungen im Laufe des Bestehens des Erbbaurechtes abzubilden, wird in neuen Verträgen regelmäßig eine Wertsicherungsklausel aufgenommen, in der die Anpassung des Erbbauzinses an die allgemeinen wirtschaftlichen Verhältnisse erfolgt. Als Bemessungsgrundlage werden zumeist statistisch ermittelte Indizes wie der Verbraucherpreisindex herangezogen, anhand dessen Veränderung der neue Erbbauzins errechnet wird. Der Verbraucherpreisindex spiegelt jedoch nur die geldliche Entwicklung (Inflation), nicht die reale wirtschaftliche Entwicklung wider. Deshalb ist er nicht wirklich geeignet, die Wertsicherung des Erbbauzinses zu erreichen. Wenn eine Wertsicherungsklausel ihr Ziel nicht oder nicht mehr erreichen kann, ist gemäß Urteil des Bundesgerichtshofes vom 18. November 2011 (V ZR 31/11) eine Korrektur der Wertsicherung auf dem Wege der ergänzenden Vertragsauslegung oder des Wegfalls der Geschäftsgrundlage möglich.
Eine Erhöhung des Erbbauzinses für aufgrund des Erbbaurechts errichtete Bauwerke, die Wohnzwecken dienen, ist nach § 9a Erbbaurechtsgesetz als unbillig anzusehen, wenn sie über die seit Vertragsabschluss eingetretene Veränderung der allgemeinen wirtschaftlichen Verhältnisse hinausgeht. Diese Veränderung der allgemeinen Verhältnisse stellt somit die Kappungsgrenze (Höchstgrenze) für die Erbbauzinsanpassung dar.

## Dingliche Sicherung des Erbbauzinses
Der vertraglich festgesetzte Erbbauzins wird in der Regel dinglich durch Eintragung im Erbbaurechtsgrundbuch als Reallast gesichert. Weiterhin wird hier regelmäßig eine Vormerkung bezüglich der Ansprüche aus der Erbbauzinsanpassung (s. o.) eingetragen werden. 

## Aktuelles
Jüngste Diskussionen zu Verdrängung und sozialer Stadtentwicklung brachten im deutschsprachigen Raum eine Senkung üblicher Erbbauzinssätze ins Gespräch.